# Musikhaus Thomann

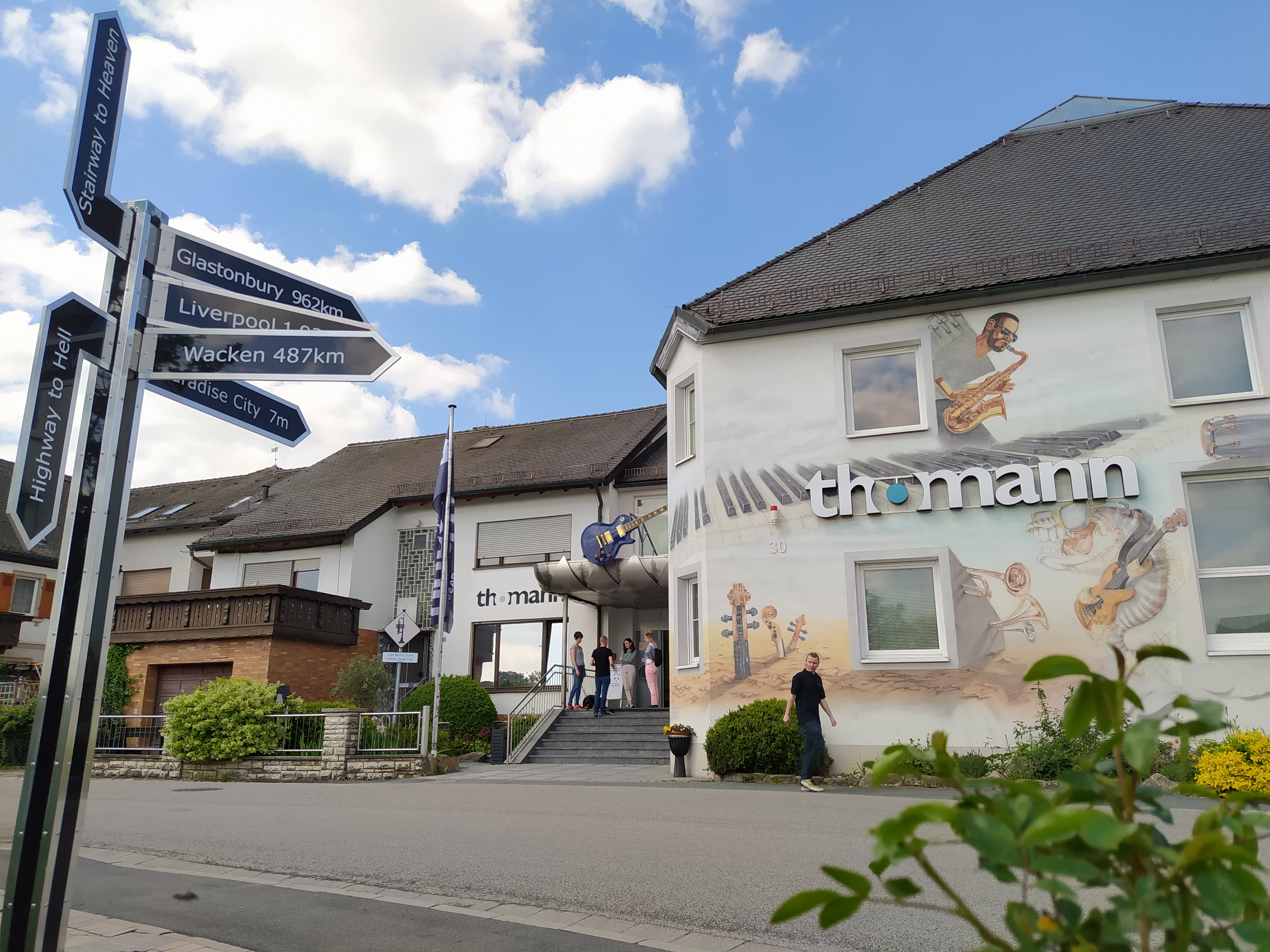
Haupteingang Musikhaus Thomann

Das Musikhaus Thomann ist ein Familienunternehmen und wurde 1954 in Treppendorf (heute Gemeindeteil von Burgebrach bei Bamberg) von Hans Thomann sen. gegründet. Mit seinem Online-Shop für Musikerbedarf ist es mit rund 1,1 Mrd. Euro Gesamtumsatz (Laden und Online, Stand 2020) der umsatzstärkste Musikalienhändler weltweit.

## Geschichte

### 1954–1989 Gründung und Expansion unter Hans Thomann Senior
Hans Thomann aus Treppendorf gab 1954 seinen Beruf des Wandermusikers auf und machte sich trotz der ländlichen Struktur mit einem Musikgeschäft selbständig; daneben studierte er in Würzburg Trompete. In den 1950er und 1960er Jahren reiste er in der Umgebung herum, um mit Blaskapellen und Musikern Geschäfte zu tätigen.
In den 1970er Jahren begann das Musikgeschäft zu wachsen, sodass immer mehr Wohnräume des familieneigenen Hofs in Ausstellungsflächen umfunktioniert wurden. Unterstützt wurde dies auch durch das Geschäft mit Instrumenten wie der elektronischen Orgel, der E-Gitarre und dem Synthesizer. In den 1980er Jahren begann Thomann mit der Einrichtung von Tonstudios; bis 1989 hatte Thomann 24 Studios in Süddeutschland u. a. für Rundfunkanstalten eingerichtet.

### 1990–1999 Geschäftsleitung durch Hans Thomann Junior
Im Jahr 1990 übernahm Hans Thomann jun. als ältester Sohn die Geschäftsleitung von seinem Vater, der im Jahr 2004 verstarb. Seine vier Geschwister arbeiteten damals alle im familieneigenen Betrieb
Der Prospekt Hot Deals wurde erstmals 1992 an die damals rund 10.000 Kunden, die größtenteils aus der Region kamen, verschickt. Heute enthalten die Hot Deals etwa 2.100 aktuelle Angebote und werden monatlich in einer Auflage von 6.750.000 Exemplaren (Stand 2015) gedruckt. Als erster Musikhändler in Deutschland eröffnete Thomann im Jahr 1996 einen Onlinehandel. Eingehende E-Mails wurden damals ausgedruckt, in die Abteilungen gebracht und postalisch beantwortet. Im ersten Jahr wurde über den Internetauftritt ein Umsatz von 800.000 DM erwirtschaftet.
1997 wurde ein wichtiger Expansionsschritt mit der Übernahme des damals größten deutschen Musik-Versandhauses Roadstar aus Eisingen vollzogen. Die Zahl der Kunden wurde dadurch auf gut 100.000 mehr als verdoppelt. Der heutige Eingangsbereich wurde 1998 mit dem Bau der PA-/Lichthalle und neuer Räumlichkeiten für die Studio- und Schlagzeug-Abteilung errichtet. Die Planung und Realisierung der Raumakustik für die Schauräume mit Ambiophonie benötigten zwei Jahre. 1999 wurde ein eigenes Callcenter eingerichtet. Seit 2013 betreibt Thomann zwei Callcenter mit je 40 Mitarbeitern, eines für den deutschen Markt und eines für das Ausland.

### 2000 bis heute: Internationalisierung
Die Veröffentlichung der Hot Deals in Großbritannien im Jahr 2000 brachte ein Musikmagazin, das die Hot Deals als Beilage führte, in Bedrängnis, da es von vielen englischen Konkurrenten und Anzeigenkunden boykottiert wurde; bis Ende 2006 nahm daher kein britisches Musikmagazin mehr Anzeigen von Thomann auf.

2001 wurde die 15 Mitarbeiter starke Abteilung Thomann Audio Professionell zur Installation von Audio- und PA-Anlagen in Theatern, Stadthallen, Museen, Discos und ähnlichen Gebäuden gegründet. 2003 wurde ein Logistik-Center mit einer Kapazität von 5400 Paketen pro Schicht gebaut. Die Zahl der Kunden hat sich zwischen 2004 und 2017 ungefähr auf 9 Millionen verdoppelt. 2005 erfolgten weitere große Ausbaumaßnahmen – es wurden ein Containerlager mit über 10.000 Palettenplätzen, ein Bürogebäude und neue Ausstellungsräume errichtet.

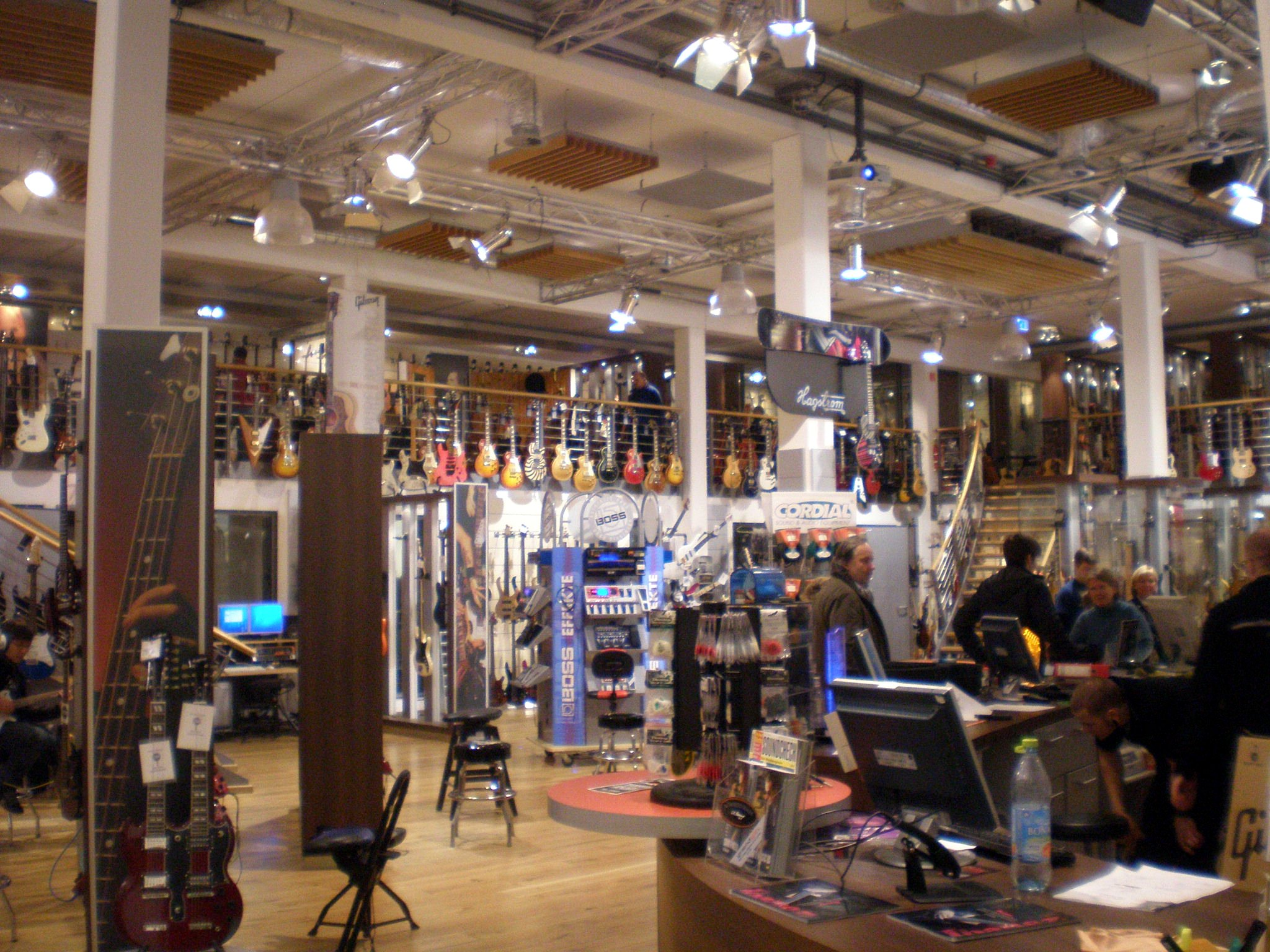
Überblick der Gitarrenabteilung

Im Jahr 2008 wurde das von Gabi Röder, einer Schwester Hans Thomanns, betriebene Musikgeschäft Drums und Musik als einzige Filiale weltweit bei Thomann eingegliedert. Die Filiale in Retzbach sollte das Unternehmen mit einer stationären Präsenz erweitern. Aufgrund der zunehmenden Bedeutung des Online-Handels und der damit verbundenen Veränderungen der Kundenfrequenz sowie der allgemeinen Marktentwicklung wurde die Filiale jedoch im Sommer 2016 wieder geschlossen. Den Mitarbeitern wurde die Übernahme in der Mutterzentrale in Treppendorf angeboten.
2011 wurde die Firma Musikservice Hoffmann in Aschaffenburg zusammen mit deren Marke Zultan übernommen. Das durch sie betriebene Musikerforum wurde fortgeführt. 2016 wurde mit der Erweiterung des Versandzentrums mit rund 60 Mio. Euro Investitionsvolumen begonnen.
Im August 2021 verhängte das Bundeskartellamt gegen Thomann und andere Unternehmen (Yamaha, Roland und Fender sowie Music Store) wegen Preisabsprachen bei Musikinstrumenten Bußgelder von insgesamt 21 Mio. Euro.
Im Jahr 2024 beliefert Thomann Kunden in 120 Ländern. Jährlich werden zwischen 6,3 und 6,5 Millionen Kundenaufträge abgewickelt. Um den französischen Markt besser bedienen zu können, wurde Thomann France mit einem Büro in der Nähe von Lyon gegründet.

## Unternehmensstruktur
Das Musikhaus Thomann gliedert sich in mehrere Bereiche:
- Musikhaus Thomann: Musikhaus mit 5500 m² Ausstellungsfläche, Lager und Logistikcenter
- Thomann Direktversand und Thomann Cyberstore: Versandbereich mit ca. 1,3 Millionen Kunden und die Thomann.de-Internetplattform
- Thomann Audio Professionell: Installationsabteilung für Großinstallationen in Theatern, Stadien, Hallen etc.
- Thomann.io Softwareentwicklung: Verantwortlich für die IT-Technologien hinter dem Shop

## Logistik und Infrastruktur
Thomann hat sein Logistikzentrum stetig erweitert, um den wachsenden Anforderungen gerecht zu werden. Im Jahr 2017 wurde die Lager- und Versandfläche um über 40.000 Quadratmeter erweitert, was eine Versandkapazität von über 3.000 Produkten pro Stunde ermöglicht. Die Verpackungsprozesse wurden automatisiert, um die Effizienz zu steigern und sicherzustellen, dass Bestellungen schnell und zuverlässig an die Kunden ausgeliefert werden können. Beispielsweise umfasst das automatische Kleinteile-Lager von Thomann 80.000 Behälter, die für eine effiziente Lagerung und Kommissionierung der Produkte sorgen. Täglich werden bis zu 40.000 Artikel verschickt.

## Eigenmarken

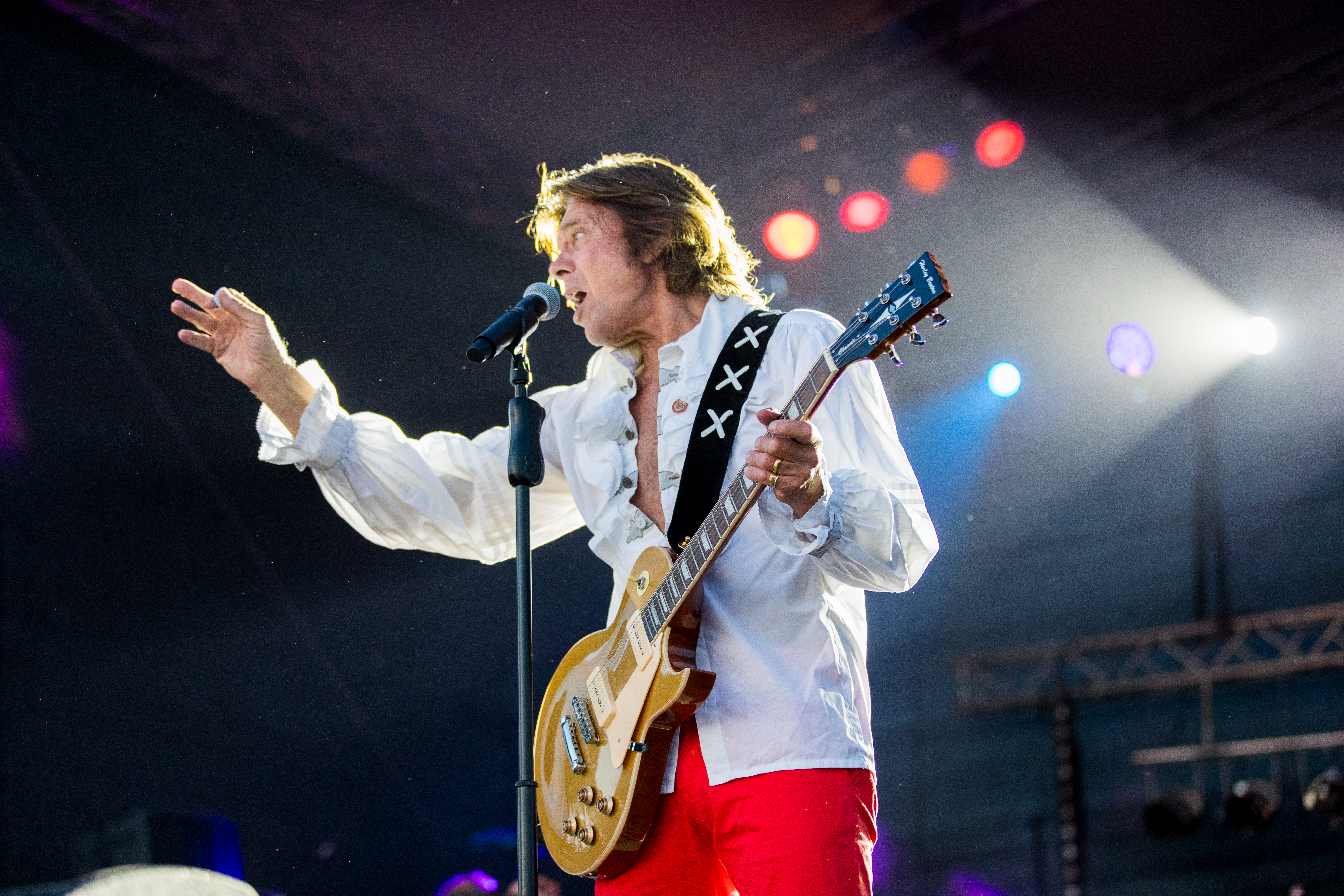
Jürgen Drews mit Les-Paul-Modell der Marke Harley Benton (2016)

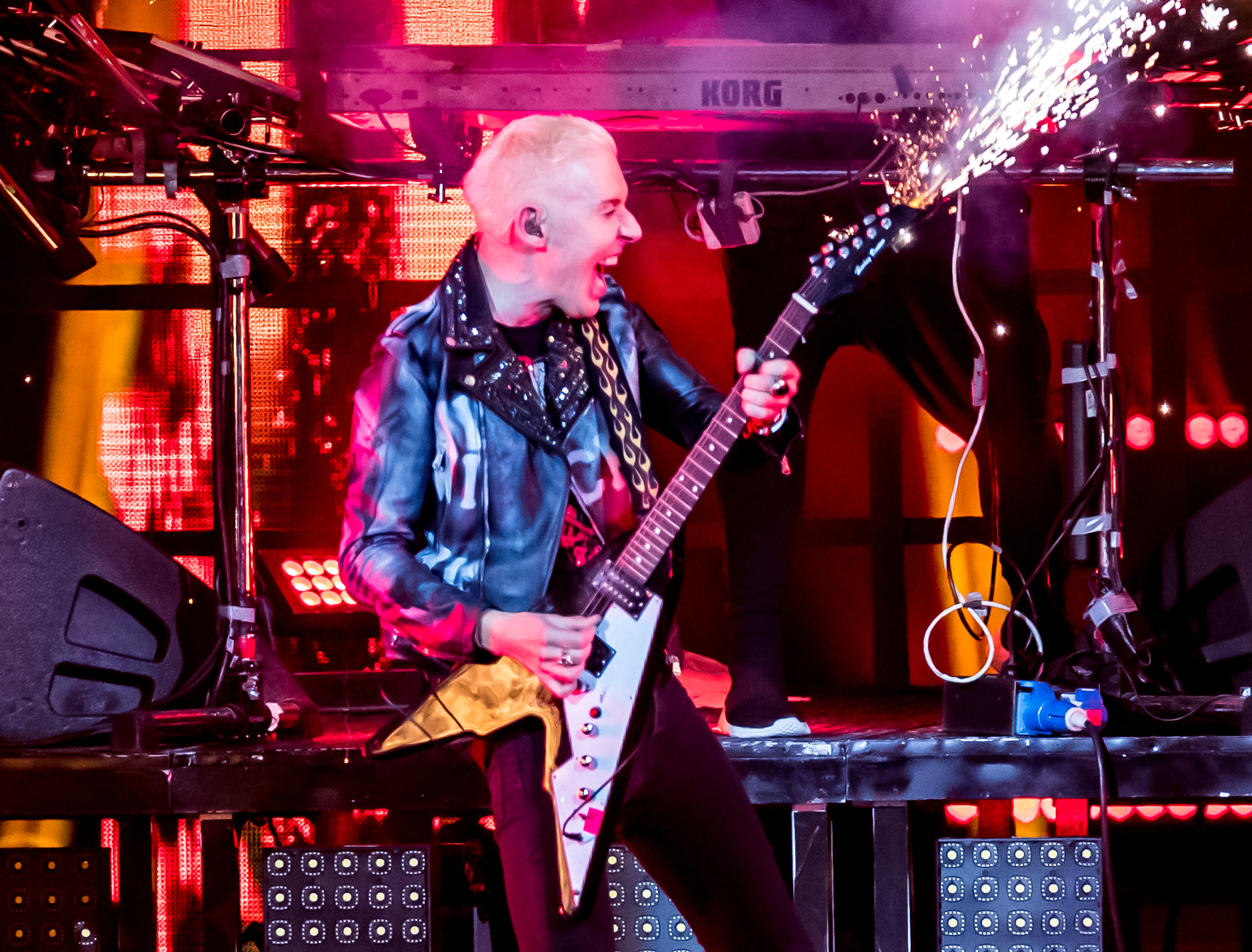
H. P. Baxxter mit einem Flying V-Modell von Harley Benton (2018)

Das Unternehmen führt mehrere Eigenmarken für Produkte, die zum Großteil in Asien gefertigt werden. Darunter sind beispielsweise:
- Harley Benton (Zupf- und Streichinstrumente sowie Zubehör, Gitarrenverstärker)
- Startone (Blasinstrumente, Akkordeons, Gitarren, Notenständer)
- Lead Foot (Effektpedale und Fußschalter)
- Millenium (Schlagzeug, Perkussion und Stative)
- Stairville (Scheinwerfer, Lichteffekte, Lichtsteuerung, Lichtstative, Truss und Zubehör)
- Swissonic (Audio-Recorder und Netzwerktechnik)
- the box/the box pro (PA-Lautsprecher und Zubehör)
- the sssnake/pro snake (Kabel, Kabeltrommeln, Stageboxen, Multicore, Kabeladapter und Zubehör)
- the t.akustik (Dämm- und Absorbermaterial)
- the t.amp (Endstufen)
- the t.mix (Mischpulte)
- the t.meter (Peakmeter)
- the t.bone (Mikrofone, Kopfhörer)
- the t.racks (Rack-Zubehör)
- Thomann (diverse Produkte)
  - SP-5500, SP-5600 Stagepiano
- Tino Eisbrenner mit einer Harley Benton Hybrid Nylon NTThon (Racks/Cases)

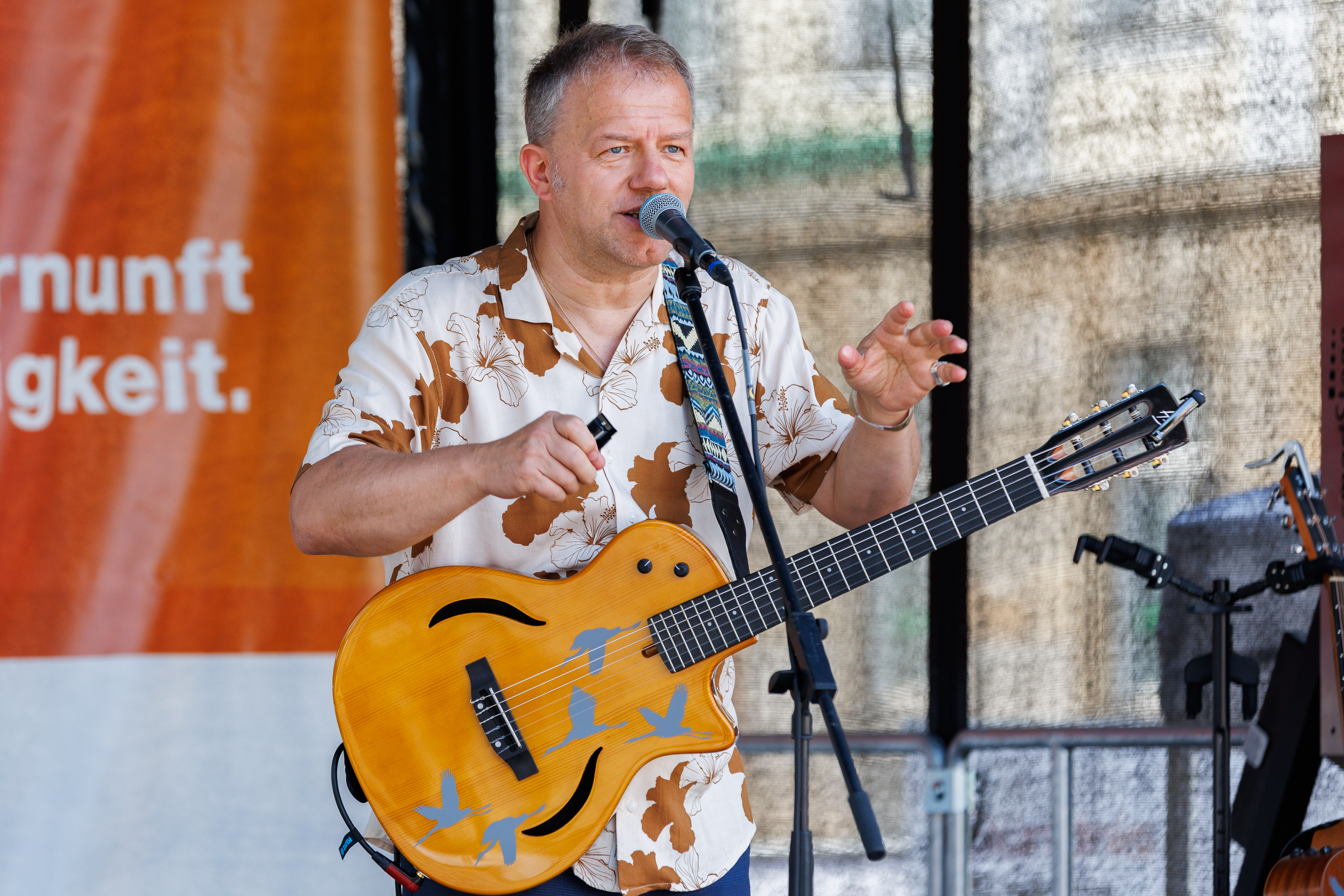
Tino Eisbrenner mit einer Harley Benton Hybrid Nylon NT

- Fun Generation (Scheinwerfer, Lautsprecher, Kopfhörer, Kabel, Mikrofone, Ständer und Zubehör)
- Varytec (Scheinwerfer, Lichteffekte, Stative, Stromverteiler, Stecker, und Zubehör)
- Stageworx (Bühnenpodeste, Taschen, Stative, Traversen, Klebebänder, und Zubehör)
- Botex (Scheinwerfer, Lichtsteuerpulte, Stromverteiler, Interfaces, Motorsteuerungen, Netzwerktechnik, Splitter, Merger und Zubehör)

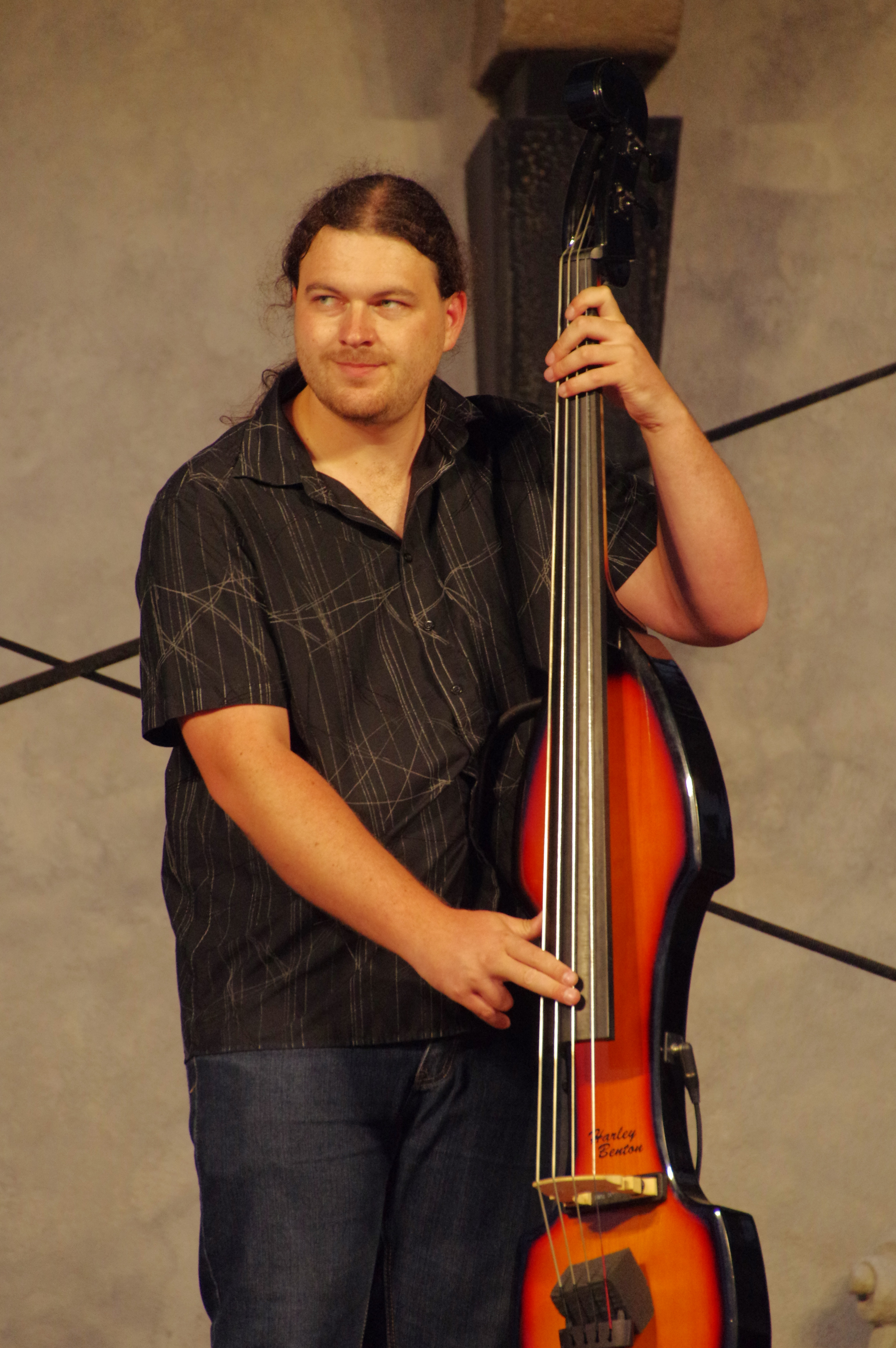
E-Kontrabass von Harley Benton

- E-Kontrabass von Harley BentonFlyht Pro (Cases, Racks, Taschen und Zubehör)
- Ignition (Scheinwerfer, Airdomes und Zubehör)
- Roadworx (Stative, Ständer und Zubehör)
- Syrincs (Lautsprecher und Zubehör)
- Hemingway (Digitalpianos)
- Roth & Junius (Streichinstrumente, Klaviere, Flügel und Zubehör)
- Zultan (Becken, Drumsticks)

Die Marke Zultan Cymbals wurde im Jahr 2000 von Martin Hofmann in Aschaffenburg gegründet. Unter dieser Marke vertreibt das Musikhaus Thomann dreizehn verschiedene Serien an Becken für Anfänger, Fortgeschrittene und Profis.
Die Marke Harley Benton wurde 1998 von Hans Thomann ins Leben gerufen und erlangte große Bekanntheit. Laut Thomann soll sie an Rock ’n’ Roll und Motorräder (siehe Harley-Davidson) erinnern. Zuvor hatte er eigene Gitarren bereits unter der Marke Stairville angeboten.

## Content-Plattformen und Diskussionsforen
Das Unternehmen betreibt zahlreiche Content-Plattformen und große Diskussionsforen, auf denen Affiliate-Links platziert werden. 2014 kaufte es den Verlag und Content-Produzenten Wizoo Publishing, bei dem die Vergleichsseiten kopfhoerer.de und pianoo.de sowie das Musikproduktions-Forum recording.de erscheinen. Weitere Content-Angebote sind Musikportale wie Bonedo, das von Peter Grandl gegründete Amazona, Gearnews und DJ Lab. Hinzu kommen die Foren Musiker-Board, das größte deutschsprachige Musiker-Forum, und Bassic zum Thema Bass.

## Auszeichnungen
In den Jahren 2004, 2006 und 2018 wurde Thomann als wachstumsstarkes Mittelstandsunternehmen mit dem Preis Bayerns Best 50 des Bayerischen Wirtschaftsministeriums ausgezeichnet.
Im September 2010 bekam Thomann die Auszeichnung Versender des Jahres vom Bundesverband des Deutschen Versandhandels verliehen, im Mai 2011 in Barcelona den Global E-Commerce Award in Gold.
2013 wurde Thomann durch den Handelsverband Deutschland mit dem Deutschen Handelspreis in der Kategorie „Managementleistung Mittelstand“ ausgezeichnet. 2015 wurde Thomann mit dem Online-Handels-Award in der Kategorie Sport & Hobby ausgezeichnet. Im Rahmen der Studie „Erfolgsfaktoren im E-Commerce“ des E-Commerce Center (ECC) am Kölner Institut für Handelsforschung eroberte das Unternehmen mit 83,5 Punkten im Online-Shop-Index den Spitzenplatz.
Die Adresse der Firma lautet mittlerweile Hans-Thomann-Straße nach dem 2004 verstorbenen Firmengründer.
Im Oktober 2017 wurde Hans Thomann jr. (* 1962) mit der Ehrenmedaille des Bezirks Oberfranken für seine unternehmerischen Leistungen gewürdigt.